# Rupicapra pyrenaica
El rebeco pirenaico o sarrio (Rupicapra pyrenaica) es un bóvido de la subfamilia Caprinae presente en algunas cadenas montañosas del suroeste de Europa. Estudios genéticos recientes confirman la separación de las dos especies reconocidas, R. pyrenaica y R. rupicapra, aunque esto no es algo que haya sido adoptado aún por toda la comunidad científica internacional por las discrepancias sobre la fecha en que ambas especies divergieron (entre 57 000 y 280 000 años). Sin embargo todas las fechas propuestas coinciden con el periodo interglacial del Riss-Würm.

## Descripción
Es un bóvido de pequeño tamaño, menor y más esbelto que la cabra montés (Capra pyrenaica). Ambos sexos poseen cuernos, con forma de gancho, siendo los de los machos más gruesos y con el gancho más cerrado. Cabeza y garganta claras y una mancha oscura que cubre los ojos a modo de antifaz. El color del cuerpo es uniforme, con una línea oscura que recorre longitudinalmente el dorso. Los machos suelen ser algo más pesados que las hembras.

## Distribución

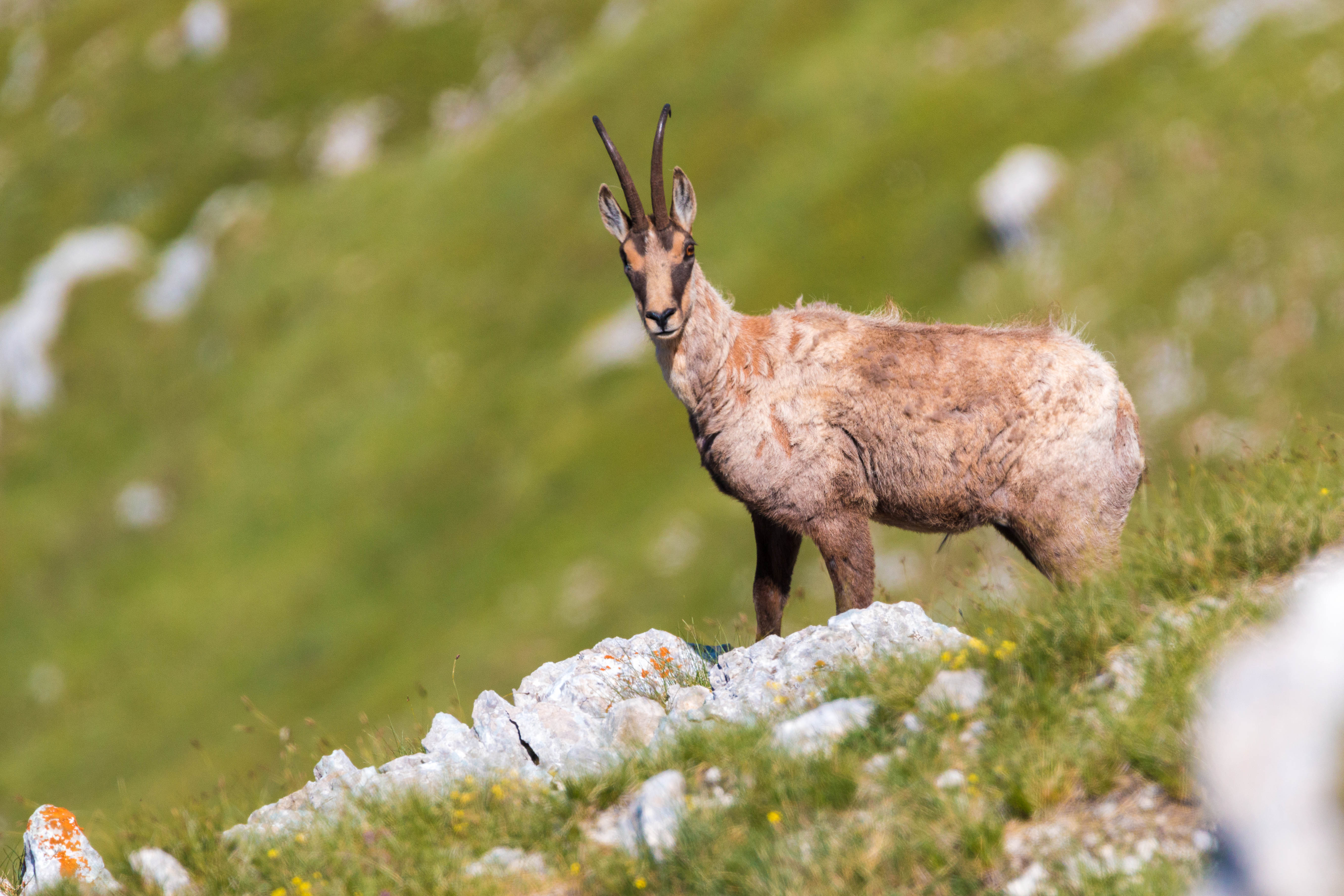
Rebeco pirenaico (R. p. ornata) de los Abruzos en Italia

La especie ocupa tres núcleos de población, en las montañas del suroeste de Europa, dos núcleos en la península ibérica, R. p. pyrenaica en los Pirineos y R. p. parva en la cordillera Cantábrica, desde Galicia hasta la sierra de Híjar y R. p. ornata en los Apeninos.

## Subespecies
- R. p. pyrenaica (Pirineos)
- R. p. parva (Cordillera Cantábrica)
- R. p. ornata (Apeninos centrales) en Italia

## Hábitat
Es una especie típica del piso subalpino, que en la mayor parte de las montañas ibéricas fue deforestado para ganar superficie de pastos. Se mueve entre el límite superior de los bosques y los pastos supraforestales, ocupando en verano las máximas altitudes. Prefiere pendientes fuertes y rocosas donde la nieve se acumula poco. Habita entre los 1000 y 2800 metros en los Pirineos, y entre los 400 y 2400 m en la cordillera Cantábrica.

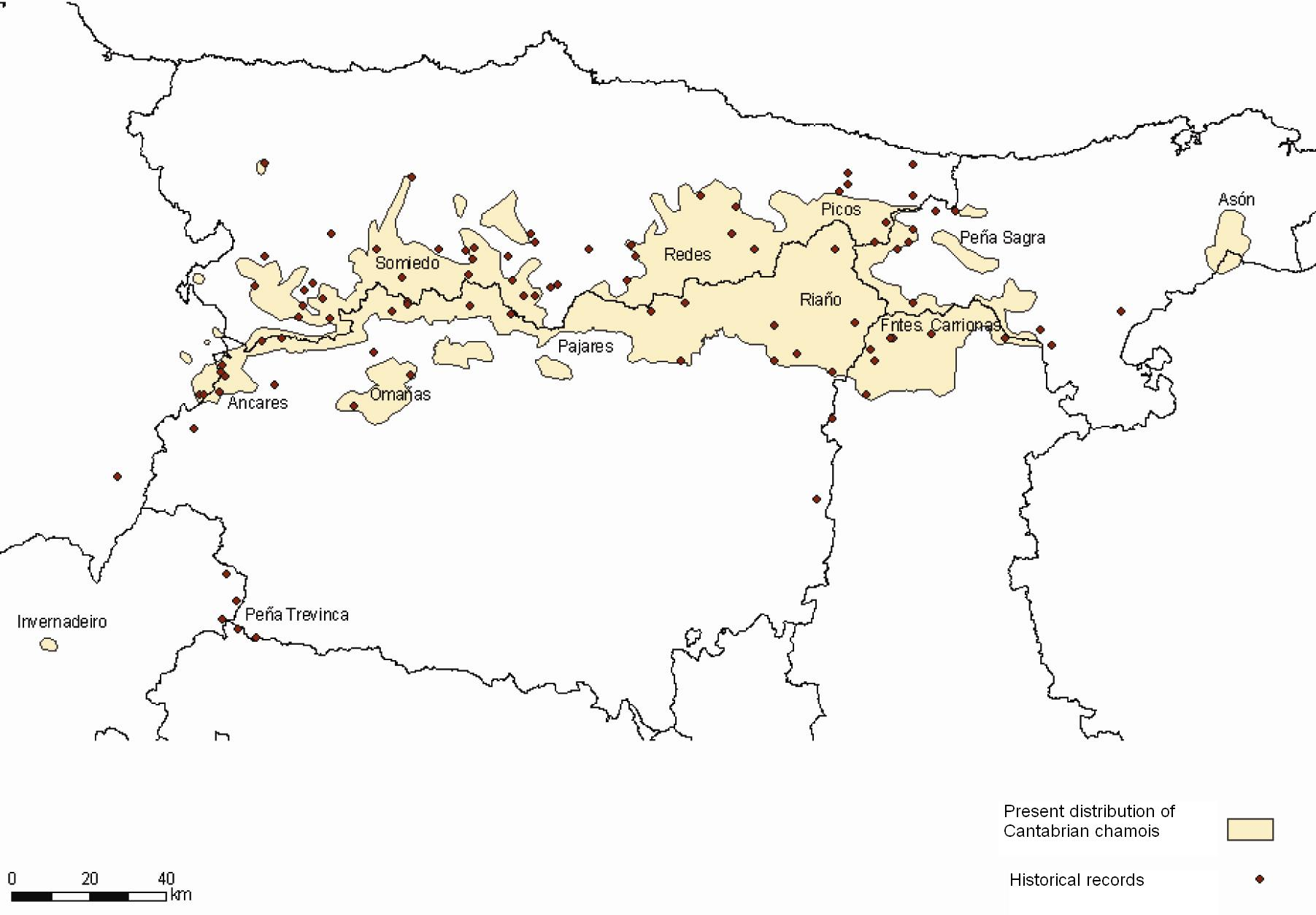
Distribución cantábrica.

## Reproducción
Tanto en Pirineos como en la cordillera Cantábrica, los rebecos  entran en celo entre octubre y noviembre, un mes antes que los rebecos del resto de Europa. Durante ese tiempo, los grupos de machos siguen a los de hembras y se unen a ellos, formándose entonces fuertes enfrentamientos entre los machos, que luchan cabeza contra cabeza por el derecho a reproducirse.
La gestación dura alrededor de 20 semanas, al término de las cuales nace una sola cría. Ésta alcanza la madurez sexual entre los 2 y los 4 años, madurando antes las hembras que los machos.

## Depredadores
En España es una especie cinegética. En los Pirineos, ante la ausencia casi total de grandes depredadores, las únicas especies que predan sobre el rebeco son el águila real (Aquila chrysaetos) y el zorro (Vulpes vulpes). En los lugares donde aún están presentes, se ha descrito también depredación por parte del lobo (Canis lupus signatus) y el oso pardo (Ursus arctos arctos).

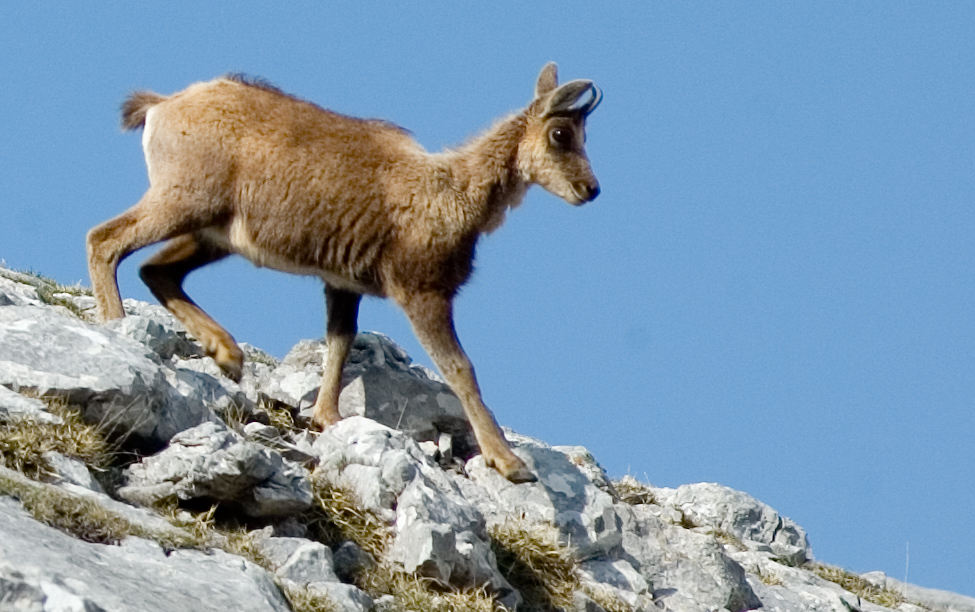
Cría de rebeco en los Picos de Europa (Cantabria).

## Numismática
El rebeco pirenaico, habitante de las montañas de Andorra, ha sido retratado con frecuencia en las monedas de dicho país. Desde 1984 ha aparecido en emisiones conmemorativas no circulantes acuñadas por el principado, algunas de ellas de plata y oro. 
En la actualidad, y desde el año 2014, tras la adopción del euro como moneda de curso legal en Andorra como reemplazo del antiguo diner andorrano en 2002, el rebeco pirenaico es el protagonista de las monedas de 1, 2 y 5 céntimos de euro, hechas de acero bañado en cobre, que se acuñan alternativamente entre las casas de moneda de España y de Francia. En estas monedas el rebeco es retratado en primer plano en medio de un entorno montañoso, con un quebrantahuesos volando en un segundo plano, y doce estrellas de cinco puntas formando un círculo, que representan a la Unión Europea.